# Valnästjärnet
Valnästjärnet är en sjö i Arvika kommun i Värmland och ingår i Göta älvs huvudavrinningsområde.